# Chad Channing
Chad Channing (født 31. januar 1967) var trommeslager i bandet Nirvana i perioden 1988-1990. Siden da han han spillet i flere forskellige bands, f.eks. Fireants, The Methodists, East of the Equator og Redband. 
I 2005 dannede Chad bandet Before Cars, som spiller på barer, strips osv. i USA. Chad spiller bas og synger i bandet.